# World Cyber Games 2006
I World Cyber Games 2006 Si sono svolti a Monza, Italia dal 18 ottobre al 22 ottobre 2006

## Giochi ufficiali

### PC
- FIFA Soccer 2006
- Counter-Strike 1.6
- Need for Speed: Most Wanted
- StarCraft: Brood War
- Warcraft III: The Frozen Throne
- Dawn of War: Winter Assault

### Xbox games
- Dead or Alive 4
- Project Gotham Racing 3

## Risultati
| 2006                            | Gold          | Silver         | Bronze      | 4th            |
| FIFA Soccer 2006                | SK\|hero      | Eq-ovvy        | x4-alexx    | Janthana       |
| Counter-Strike                  | PGS           | NiP            | hoorai      | NoA            |
| Need For Speed                  | Alan          | USSRxMrRASER   | Steffan     | Speed          |
| StarCraft: Brood War            | iloveoov      | JulyZerg       | midas[gm]   | PNZLEGEND      |
| Warcraft III: The Frozen Throne | WE/Sky        | 4K^ToD         | SK\|HoT     | fnatic.XyLigan |
| Dawn of War: Winter Assault     | SeleCT        | DeathGun       | sCa_Phoenix | ToT)r0rUm(     |
| Dead or Alive 4                 | Offbeat_Ninja | DIVINO_XMAS    | arngrine    | ShiSha         |
| Project Gotham Racing 3         | TTR_Ch0mpr    | TTR_Mclaren_F1 | TTR_FinPro  | YggdrasiL      |

## Medagliere
| Nazione       | O | A | B |
| ------------- | - | - | - |
| Corea del Sud | 2 | 1 | 1 |
| Russia        | 1 | 1 | 1 |
| Canada        | 1 | 0 | 0 |
| Cina          | 1 | 0 | 0 |
| Germania      | 1 | 0 | 1 |
| Polonia       | 1 | 0 | 0 |
| Stati Uniti   | 1 | 0 | 0 |
| Svezia        | 0 | 2 | 0 |
| Francia       | 0 | 1 | 1 |
| Brasile       | 0 | 1 | 0 |
| Messico       | 0 | 1 | 0 |
| Romania       | 0 | 1 | 0 |
| Finlandia     | 0 | 0 | 2 |
| Ucraina       | 0 | 0 | 1 |
| Paesi Bassi   | 0 | 0 | 1 |